# Camposporium cambrense
Camposporium cambrense är en svampart som beskrevs av S. Hughes 1951. Camposporium cambrense ingår i släktet Camposporium, divisionen sporsäcksvampar och riket svampar.   Inga underarter finns listade i Catalogue of Life.